# Fascination of plants day
Fascination of Plants Day, ook bekend als Wereld Plantendag, wordt sinds 2012 gehouden op 18 mei. De dag werd aanvankelijk als 'Europese Plantendag' geïntroduceerd. De dag is een initiatief van de European Plant Science Organisation (EPSO). Er zijn edities gehouden in 2012, 2013, 2015, 2017 en 2019, het aantal deelnemende landen is gestegen tot 52. Sinds 2015 wordt de dag ook buiten Europa gevierd.
Rond deze dag wordt aandacht gevraagd voor het belang van planten en de plantenwetenschap voor de samenleving. Ook is er aandacht voor gerelateerde onderwerpen zoals plantenveredeling, landbouw, tuinbouw, sierteelt, bosbouw, milieu en (duurzame) productie van onder andere voedsel, hout, papier en energie.

## Nederland
Coördinator van de activiteiten in Nederland is Wageningen Universiteit. Plantum, de branchevereniging van veredelings- en vermeerderingsbedrijven in Nederland, bouwt om de twee jaar een kas op het Plein in Den Haag om aandacht te vragen voor het belang van planten.